# قاراملیک

اتابک محمد جهان پهلوان.

داستان قاراملیک از مجموعه داستان‌های حماسی-ملی آذربایجان می‌باشد.
اتفاقات در قرن ششم هجری در دوران حکومت اتابکان آذربایجان رخ می‌دهد.
قاراملیک یا قراملک در گویش امروز تبریز، حال حاضر یکی از محلات مشهور تبریز می‌باشد. لیکن در دوران «اتابک قزل ارسلان» (از حکمرانان سلسله اتابکان آذربایجان) قاراملیک نام قهرمان ملی آذربایجانی می‌بود.
در دوران حکومت «شمس‌الدین ایلدگز» در تبریز پایتخت آذربایجان هر ساله کشتی پهلوانی و زور آزمایی بین پهلوانان برگزار می‌شد. مردم در دومین روز عید نوروز در میدان بزرگ مرکز شهرگرد آمده و کشتی پهلوانی برگزار می‌کردند. در این مسابقه مسئولان حکومتی از جمله حکمرانان و ثروتمندان شهر نیز شرکت می‌کردند و اگر احیاناً کس دیگری موفق به قهرمانی می‌شد برایش مشکلات ایجاد کرده و دشمنی می‌کردند.
به نقل از تاریخ اتابکان آذربایجان، در آن زمان قدرتمندتر و جنگاورتر از «اتابک محمد»، فرزند «ائل دنیز» کسی نبود و همیشه در مسابقات قهرمان می‌شد، چنانچه لقب «جهان پهلوان» را برازنده او می‌دانستند. در روابات نقل شده از عاشیقلار، «محمد جهان‌پهلوان» فرزندی داشت به نام «اتابک نصرت الدین ابوبکرن» که او نیز از پدر قدرت پهلوانی را به ارث برده بود.
اساس داستان بر نام قاراملیک شکل می‌گیرد و تمامی حوادث مربوط در شهر تبریز جریان می‌یابد.
طبق رسم آن زمانه مسابقه بزرگی با حضور اکثر ثروتمندان، صاحب منسوبان و پهلوانان شهر برگزار می‌شود. در بین مردم، جوان ۱۸ ساله و سیه چرده فقیر و گمنامی به همراه مادر پیرش به تماشا استاده بود. چنان‌که لباس‌های وصله‌دار و چاروق‌های پا کرده‌اش فقر و سادگی‌اش را فریاد می‌کشید. این جوان به مانند رسم ثروتمندان آن زمانه خنجر طلاکاری و نقره بندی شده و گران‌قیمت بر کمر نداشت؛ آری این جوان کسی نبود جز «قاراملیک».
قاراملیک گمنام با اصرار و خواهش‌های مادر پیرش وارد گود مسابقه شده و در بهت و اعجاب همگان، پشت همه حریفان را یکی پس از دیگری بر خاک زده و بر نصرت‌الدین نیز غلبه می‌نماید. به پاداش قهرمانی نصرت‌الدین کمان با ارزش خود را به قاراملیک اعطا می‌کند. با این پیروزی و قدرت‌نمایی، قاراملیک دشمنان زیادی پیدا می‌کند؛ آنچنان‌که از شر آن‌ها به کوه‌های اوجان (بستان آباد کنونی) پناه می‌برد و با دارو دسته‌اش به مبارزه با دشمنان خویش می‌پردازد.
نصرت‌الدین نیز که مغلوب قاراملیک شده بود به قدرت قاراملیک حسادت کرده و قصد نابودی او را می‌کند و گروهی را برای نابودی او اعزام می‌کند و روزگار را آنچنان بر قاراملیک تنگ می‌نمایند که دیدن آفتاب را برایش به حسرت می‌گذارند.
نصرت‌الدین که در غلبه بر قاراملیک موفق نمی‌شود «رخساره» معشوقه قاراملیک را به همراه خانواده‌اش به اسارت درمی‌آورد و به قصد ضربه زدن به قاراملیک رخساره را به ازدواج کس دیگری درمی‌آورد.خلاصه در شب عروسی قاراملیک خود را شبانه به عروسی رسانده و با دلاورمردی، رخساره را با خود به پناهگاه خویش در اوجان می‌برد.
روایت سوم داستان بر اساس حوادث تاریخی شکل می‌گیرد.
بعد از فوت قیزیل ارسلان، «طغرل سلجوقی» که در زندان اتابکان حبس شده بود، می‌گریزد و لشکری مجهز تشکیل داده و قصد هجوم به تبریز می‌نماید.
قاراملیک که عرصه را بر مردم تبریز تنگ می‌بیند، به همراه دار و دسته‌اش از تبریز در مقابل مهاجمان دفاع می‌نماید. بعد از مدتی سپاهیان تبریز در مقابل لشکر بیگانه نمی‌توانند مقابله کرده و لشکر سلجوقی وارد شهر می‌شود. «رئیس قلعه بیگی شمس الدین عثمان طغرایی» وزیر پیر و بیمار قیزیل ارسلان تدبیری کرده و نامه‌ای به «فخرالدین» سردار اتابکی نوشته او را به یاری می‌خواند.
نصرت‌الدین، قاراملیک و فخرالدین سه سردار دلاور آذربایجان لشکریان طغرل را محاصره کرده و او را شکست می‌دهند و پرچم آزادی را دوباره در تبریز به اهتزار درمی‌آورند.نصرت‌الدین در شور و شعف پیروزی در میان کشته‌های جنگی قاراملیک را می‌شناسد و غمگین گشته کنار این دلاورمرد با غیرت نشسته و چنین می‌گوید:
«لعنت دنیا بر من که زندگی را برایت تنگ کرده بودم»
از آنروز به بعد مردم تبریز به یاد آن سردار دلاور آذربایجانی، این خطه از شهر دلاورپرور تبریز را به نام «قاراملیک» یا به گویش امروزی قراملک، نگین غیرت شهر تبریز نام نهادند.